# 胸腔鏡
胸腔镜是一種可以觀察胸腔的内窥镜。醫生可以用胸腔镜來检查胸腔或進行電視輔助胸腔鏡手術。一般醫生在胸腔镜检查病患時會讓患者全身麻醉或局部麻醉。已知首次胸腔镜检查出現於1865年。1910年，瑞典内科医生對胸腔鏡檢查進行改進。